# الدورادو، سائو پائولو
الدورادو (به پرتغالی: Eldorado) یک منطقهٔ مسکونی در برزیل است که در ایالت سائو پائولو واقع شده‌است. الدورادو ۱٬۶۵۴ کیلومتر مربع مساحت و ۱۵٬۳۳۹ نفر جمعیت دارد.